# Overseas Highway
De Overseas Highway is een 205 kilometer lange snelweg in de Amerikaanse staat Florida. De snelweg maakt deel uit van de U.S. Route 1 die van het noordoosten van de Verenigde Staten loopt tot het zuidoosten. De snelweg verbindt het vasteland van Florida met onder meer Key Largo en Key West, die deel uitmaken van de Florida Keys. Delen van de weg zijn gebouwd op restanten van een voormalige spoorlijn, de Overseas Railroad. Deze spoorlijn was grotendeels verwoest door een orkaan in 1935. Doordat de spoorbeheerder Florida East Coast Railway onvoldoende geld had om de spoorverbinding op te bouwen, werden de restanten verkocht voor $640.000 aan de staat Florida. 
De eerste weg die in de jaren na de orkaan gebouwd is naar ontwerp van Henry Flagler en geopend in 1938, maakte van veel bestaande bruggen gebruik. Er werden in de loop der tijd ook enkele nieuwe bruggen gebouwd, waaronder de Seven Mile Bridge. Oudere delen van de weg staan soms nog naast de gebruikte weg en worden gebruikt als pier.

## Galerij

Delen van de Overseas Highway
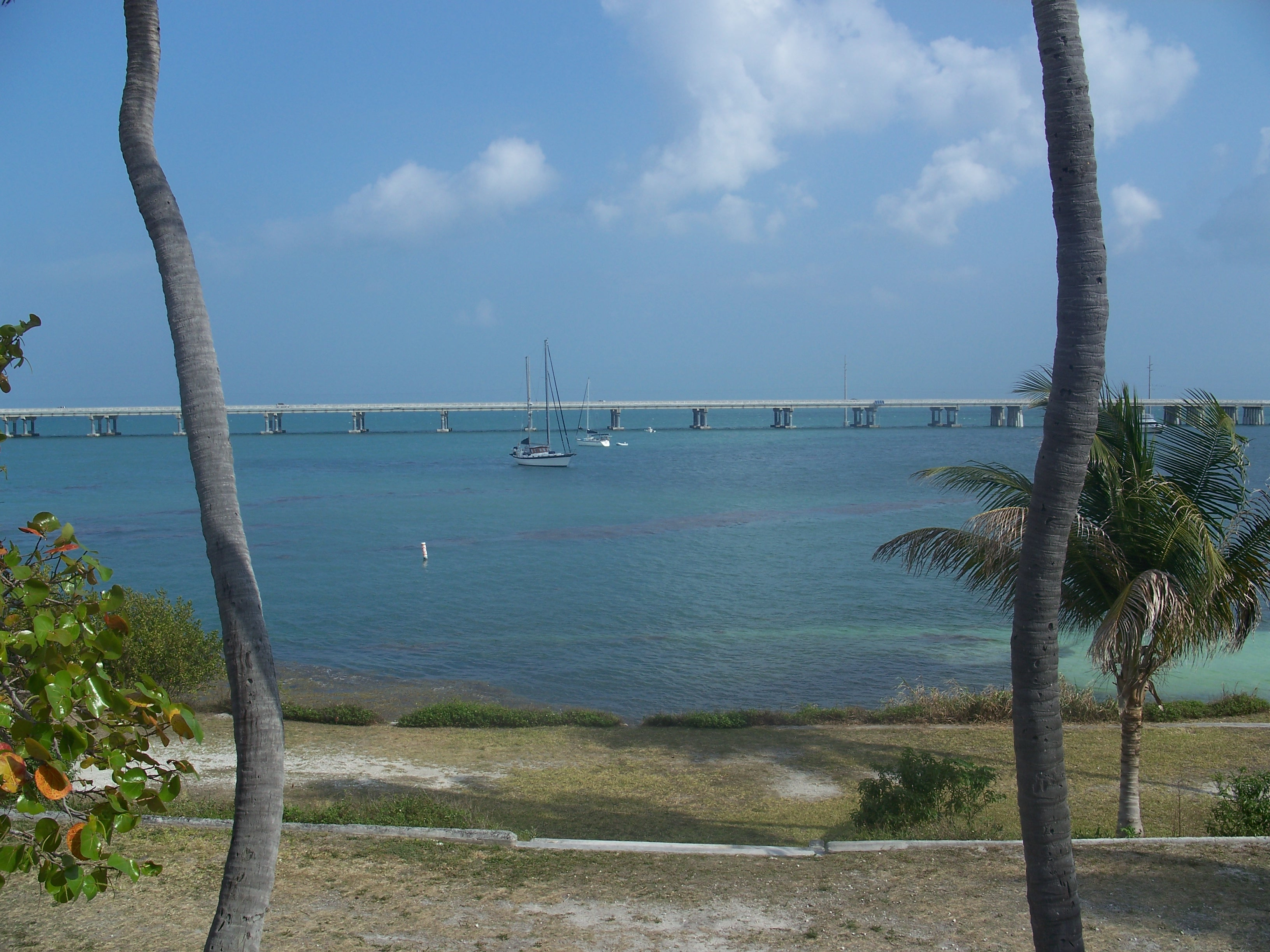
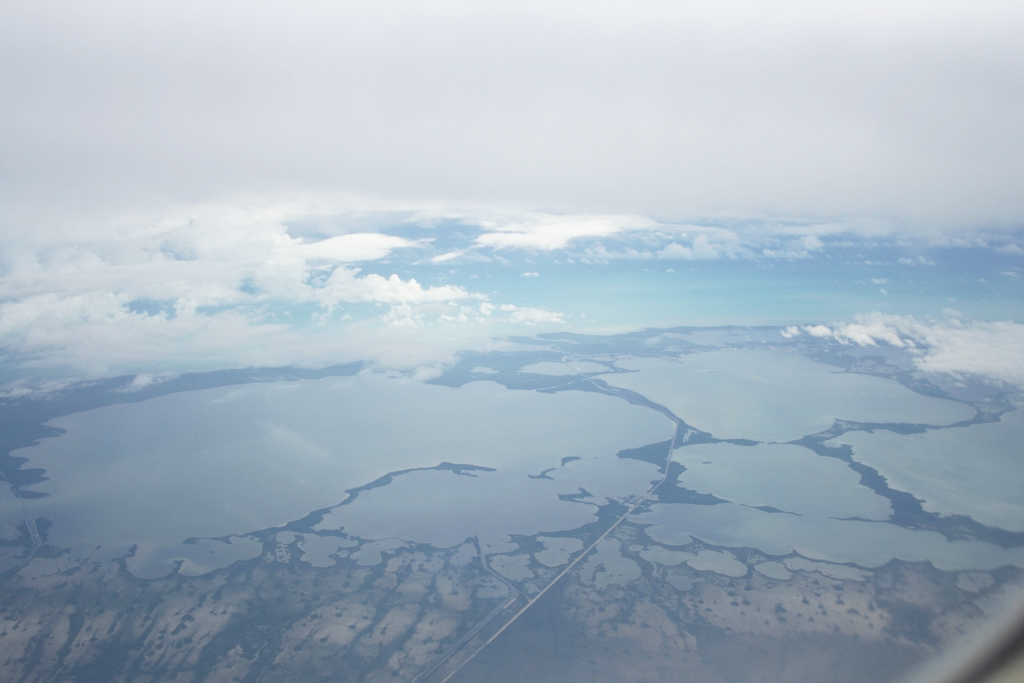
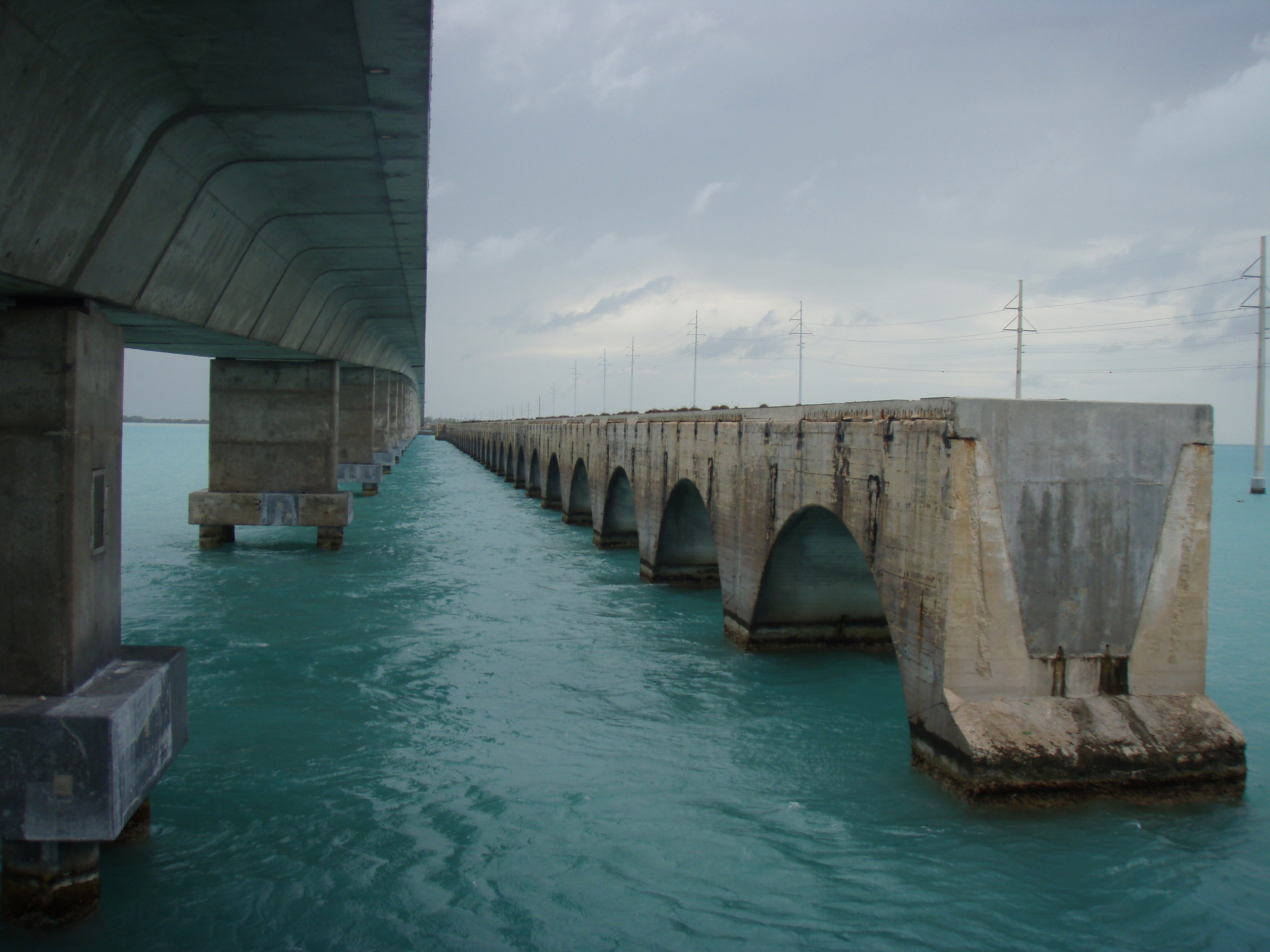
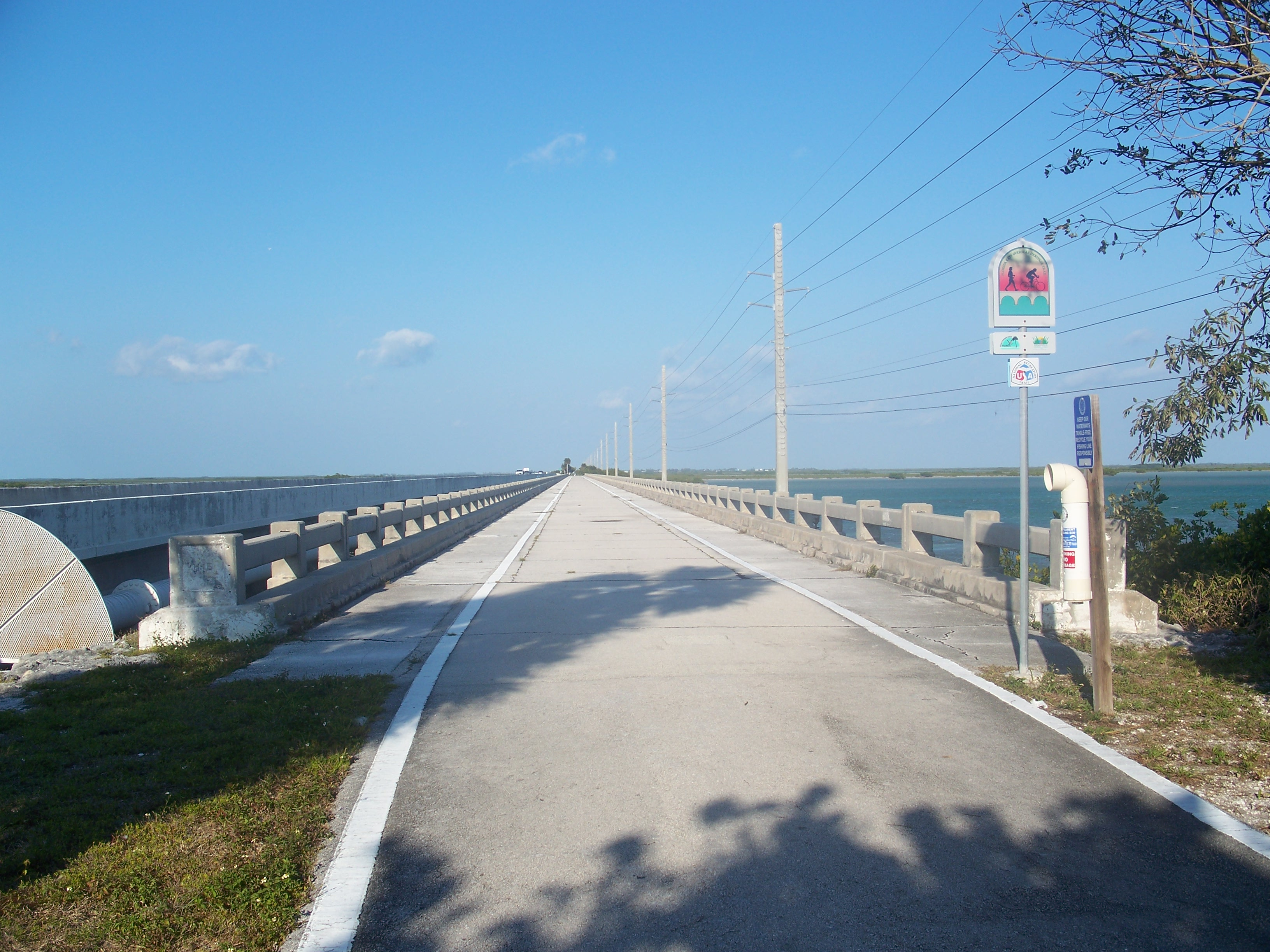